# Silda
Silda – miasto w dystrykcie Medinipur w stanie Bengal Zachodni w Indiach. Zlokalizowane jest w północno-zachodniej części dystryktu, w miejscu skrzyżowania dróg pomiędzy stolicami taluk: Belpahari-Binpur i Phulkusma-Chaukulia. Nie posiada przystanku kolejowego. 
W odległości ok. 25 km w linii prostej na wschód leży miasto Lalgarh, natomiast Medinipur – stolica dystryktu Medinipur o takiej samej nazwie (dawniejsze Midnapore), jest oddalona o ponad 50 km.